# Frostius erythrophthalmus
Frostius erythrophthalmus is een kikker uit de familie padden (Bufonidae). De soort werd voor het eerst wetenschappelijk beschreven door Pimenta en Caramaschi in 2007.
De soort komt voor in delen van Zuid-Amerika en is endemisch in Bahia, Brazilië. Frostius erythrophthalmus komt voor op een hoogte van 140 tot 920 meter boven zeeniveau.
Sinds 2008 staat deze soort op de Rode Lijst van de IUCN als onzeker.